# ماگات سار
ماگات سار (انگلیسی: Magatte Sarr؛ زادهٔ ۲ سپتامبر ۱۹۹۹) بازیکن فوتبال است.
از باشگاه‌هایی که در آن بازی کرده‌است می‌توان به باشگاه فوتبال اوسر اشاره کرد.